# Jochen Rindt
 Karl Jochen Rindt  (18 d'abril del 1942, Magúncia, Alemanya - 5 de setembre del 1970) va ser un pilot de curses automobilístiques austríac que va guanyar un campionat del món de Fórmula 1 la Temporada 1970 de Fórmula 1 de forma pòstuma l'única ocasió de la història, ja que va morir en un accident disputant el Gran Premi d'Itàlia del 1970 al circuit de Circuit de Monza.

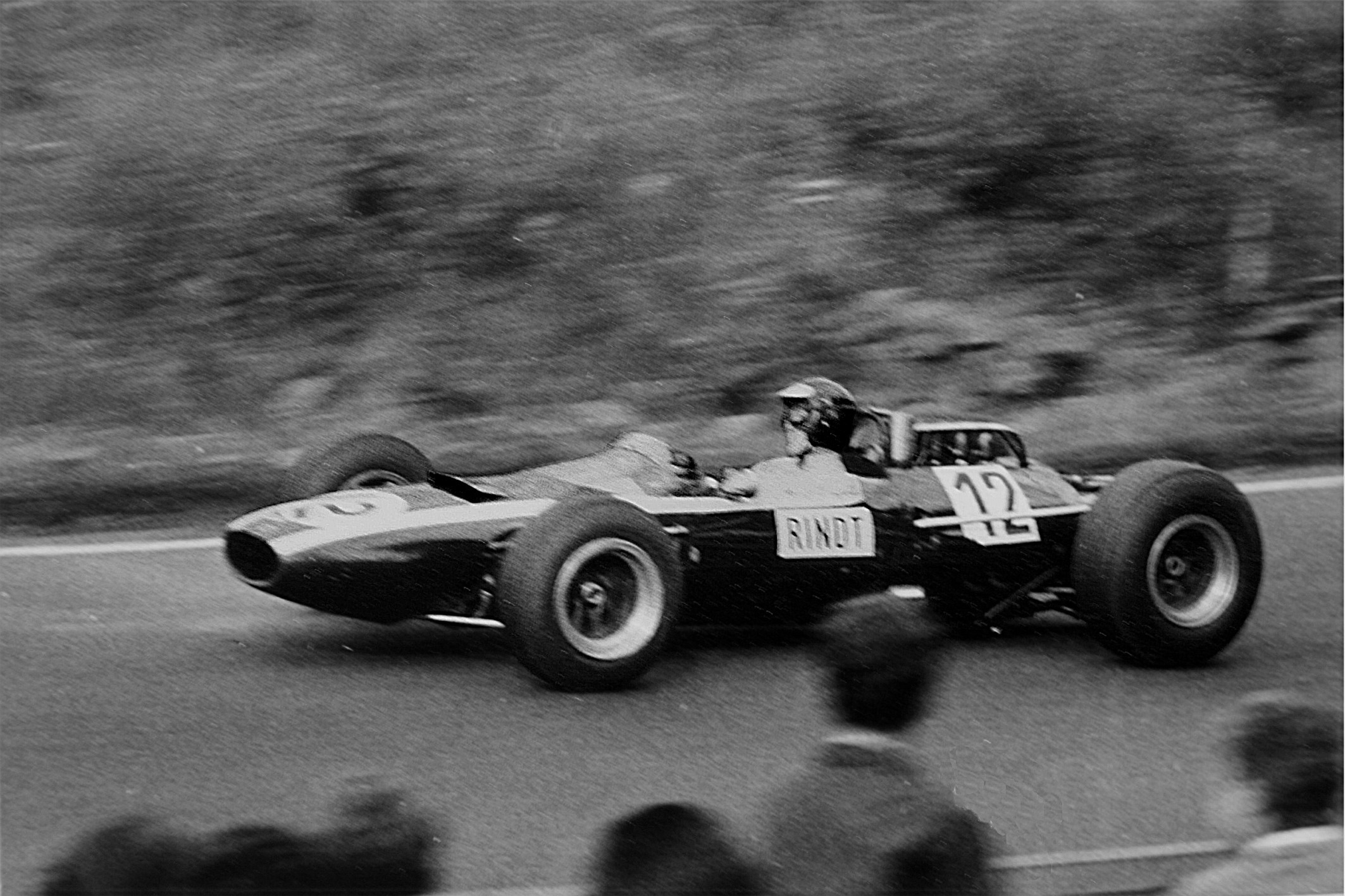
Rindt amb un Cooper al Gran Premi d'Alemanya del 1965.

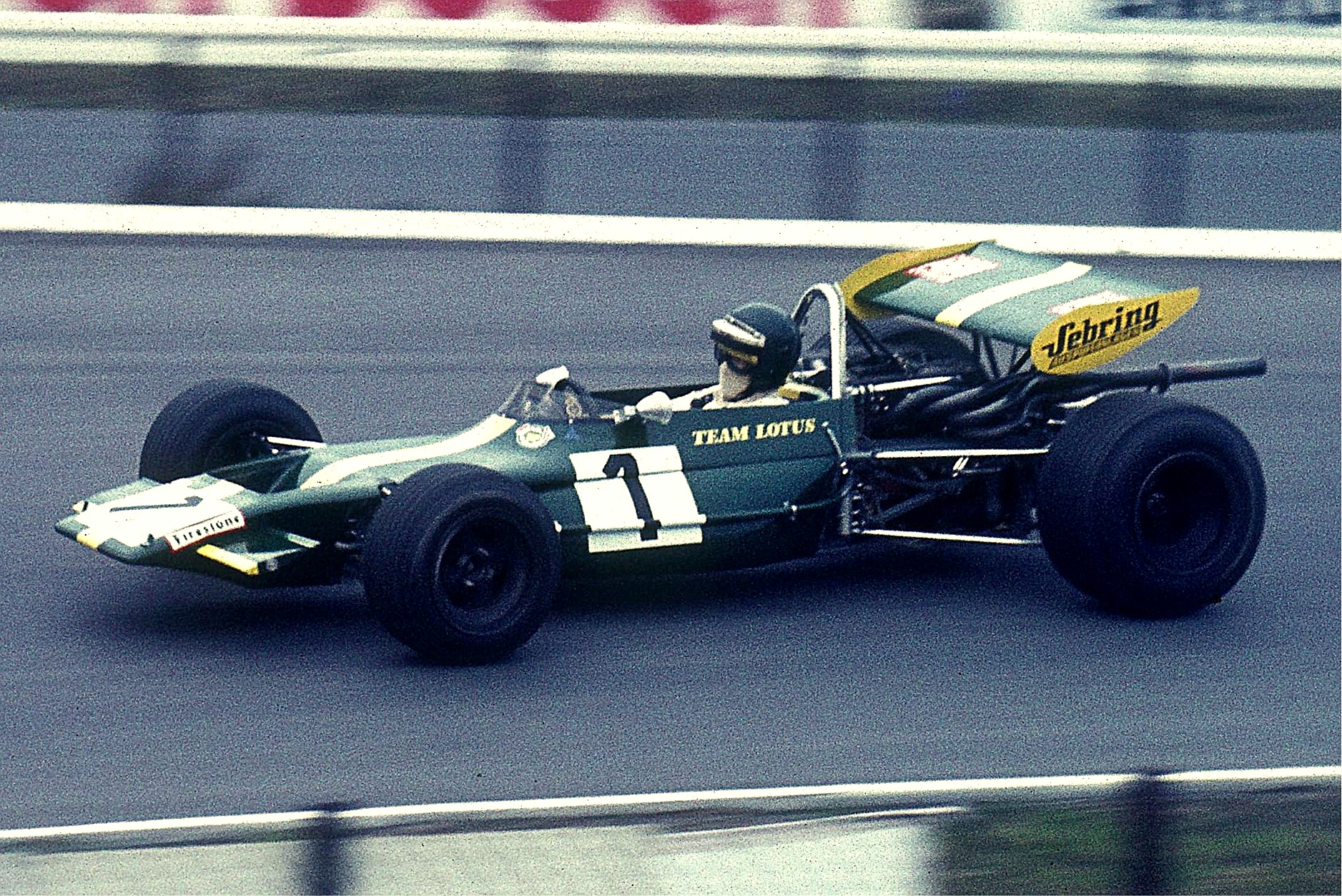
Rindt amb un Lotus a Nürburgring al 1970.

## Carrera automobilística
Jochen Rindt va debutar a la setena cursa de la Temporada 1964 de Fórmula 1 (la quinzena temporada de la història) del campionat del món de la Fórmula 1, disputant el 23 d'agost el Gran Premi d'Àustria del 1964 al Circuit de Zeltweg.
Va participar en un total de seixanta-dues proves puntuables pel campionat de la F1, disputades en set temporades consecutives (1964-1970) aconseguint tretze podis (sis victòries) i assolí cent tres punts pel campionat del món de pilots.

## Resultats a la Fórmula 1
| Any  | Equip                       | Xassís  | Motor    | 1       | 2       | 3       | 4       | 5       | 6       | 7       | 8       | 9       | 10       | 11      | 12      | 13  | Posició | Punts   |
| ---- | --------------------------- | ------- | -------- | ------- | ------- | ------- | ------- | ------- | ------- | ------- | ------- | ------- | -------- | ------- | ------- | --- | ------- | ------- |
| 1964 | Rob Walker Racing Team      | Brabham | BRM      | MON     | HOL     | BEL     | FRA     | GBR     | ALE     | AUT Ret | ITA     | USA     | MEX      |         |         |     | -       | 0       |
| 1965 | Cooper Car Company          | Cooper  | Climax   | SUD Ret |         |         |         |         |         |         |         |         |          |         |         |     | 13è     | 4       |
| 1965 | Cooper Car Company          | Cooper  | Climax   |         | MON NVQ | BEL 11  | FRA Ret | GBR 14  | HOL Ret | ALE 4   | ITA 8   | USA 6   | MEX Ret  |         |         |     | 13è     | 4       |
| 1966 | Cooper Car Company          | Cooper  | Maserati | MON Ret | BEL 2   | FRA 4   | GBR 5   | HOL Ret | ALE 3   | ITA 4   | USA 2   | MEX Ret |          |         |         |     | 3r      | 22 (24) |
| 1967 | Cooper Car Company          | Cooper  | Maserati | SUD Ret | MON Ret |         |         |         |         |         | CAN Ret |         |          |         |         |     | 13è     | 6       |
| 1967 | Cooper Car Company          | Cooper  | Maserati |         |         | HOL Ret | BEL 4   | FRA Ret |         |         |         |         | USA Ret  | MEX     |         |     | 13è     | 6       |
| 1967 | Cooper Car Company          | Cooper  | Maserati |         |         |         |         |         | GBR Ret | ALE Ret |         | ITA 4   |          |         |         |     | 13è     | 6       |
| 1968 | Brabham Racing Organisation | Brabham | Repco    | SUD 3   | ESP Ret | MON Ret |         |         |         |         |         |         |          |         |         |     | 12è     | 8       |
| 1968 | Brabham Racing Organisation | Brabham | Repco    |         |         |         | BEL Ret | HOL Ret | FRA Ret | GBR Ret | ALE 3   | ITA Ret | CAN Ret  | USA Ret | MEX Ret |     | 12è     | 8       |
| 1969 | Gold Leaf Team Lotus        | Lotus   | Ford     | SUD Ret | ESP Ret | MON     | HOL Ret | FRA Ret | GBR 4   | ALE Ret | ITA 2   | CAN 3   | USA 1    | MEX Ret |         |     | 4t      | 22      |
| 1970 | Gold Leaf Team Lotus        | Lotus   | Ford     | SUD 13  |         | MON 1   | BEL Ret |         |         |         |         |         |          |         |         |     | 1r      | 45      |
| 1970 | Gold Leaf Team Lotus        | Lotus   | Ford     |         | ESP Ret |         |         |         |         |         |         |         |          |         |         |     | 1r      | 45      |
| 1970 | Gold Leaf Team Lotus        | Lotus   | Ford     |         |         |         |         | HOL 1   | FRA 1   | GBR 1   | ALE 1   | AUT Ret | ITA MORT | CAN     | USA     | MEX | 1r      | 45      |

### Resum[2]
| Curses: | Victòries: | Pòdiums: | Poles: | Voltes ràpides: | Punts: |
| ------- | ---------- | -------- | ------ | --------------- | ------ |
| 62      | 6          | 13       | 10     | 3               | 107    |